# El Maresme-Fòrum
El Maresme | Fòrum is een metrostation én Trambesòsstation in het district Sant Martí in Barcelona. Dit station ligt tussen de Carrer del Maresme en de Rambla de Prim bij het gebouw van het Culturele forum 2004. Het wordt aangedaan door metrolijn L4 (gele lijn) en Trambesòs route T4. Het werd in 2003 geopend hoewel de tunnel waaraan dit station ligt al in 1982 is geopend.